# Juan Fedorco
Juan Manuel Fedorco (ur. 28 listopada 2000 w Carmen de Patagones) – argentyński piłkarz występujący na pozycji środkowego obrońcy, od 2025 roku zawodnik meksykańskiej Puebli.